# إجرائية (حوسبة)
الإجرائية أو العملية (بالإنجليزية: process)‏  يعتبر توارد أحداث بشكل ٍ موجـّـه.
العملية تتم على خطوات . ونستغلها كثيرا في البحث العلمي في اجراء التجارب.
مثال على ذلك : عملية اطلاق صاروخ يحمل قمرا صناعيا.

## تفريق أنواع العمليات
من منظور السيبرنتيكا يـُـسمح أن تـُـفرّق أنواع العمليات إلى نوعين رئيسيـْـيـْن في مجال الطبيعة والتقنية :
- عمليات حتمية (deterministic processes) : هي العمليات التي يسبـّـب فيها أي ّ حال ما الحال المرادف إثناء التوارد من الأحداث أي ّ أن ّ هذان الحالان يعتبران علــّـة ومعلول .
- عمليات تصادفية (stochastic processes) : هي العمليات التي لا يـُسمح فيها لأي ّ حال ما تمييزاً بأن ّ ذاك الحال يسبـّـب حال مرادف .

ولعل ّ المــِـعـْـلاج قد يكون جزء من إجراء تقني ، وإبداء المــِـعـْـلاج يكون مخطط ومدبـّـر كما يـُـرى في الإجرائيات الفيزيائية (physical techniques) والإجرائيات الكيميائية (chemical techniques) التي تعتبر جزء جوهري من هندسة العمليات (process engineering) والهندسة كيميائية (chemical engineering) .